# A Journey Beyond Heaven
A Journey Beyond Heaven (天国大魔境, Tengoku Daimakyō, litt. « La Frontière maléfique du Paradis ») est une série de mangas écrite et illustrée par Masakazu Ishiguro. La série est publiée depuis janvier 2018 dans le magazine Monthly Afternoon de l'éditeur Kōdansha. La version française est publiée par Pika depuis novembre 2020.
Une adaptation en série télévisée d'animation produite par le studio Production I.G sous le nom de Tengoku-Daimakyo est diffusée à partir d'avril à juin 2023.
A Journey Beyond Heaven est élu meilleur manga de l'année par le Kono Manga ga Sugoi! en 2019.

## Synopsis
Dans un monde où 15 ans se sont écoulés depuis une catastrophe sans précédent, qui a complètement détruit la civilisation moderne, un groupe d'enfants vit dans un établissement isolé du monde extérieur, sous le contrôle de scientifiques. Un jour, l'un d'entre-eux, une fille nommée Tokio, reçoit un message qui dit « Veux-tu sortir en dehors du dehors ? ». Son amie Mimihime, une autre fille du groupe, lui prédit que deux personnes viendront de l'extérieur pour la sauver, dont l'une a le même visage alors que la direction de l'école leur enseigne que c'est l'enfer à l'extérieur. Pendant ce temps, un garçon nommé Maru, qui justement ressemble à Tokio, voyage à travers ce Japon dévasté par des monstres nommés « hiruko » ou « dévoreurs », à la recherche d'un lieu appelé « Paradis ». Pour réussir sa quête, il est accompagné d'un garde du corps, une fille nommée Kiruko.

## Personnages

### Dans le monde du dehors
Maru (マル)
Voix japonaise : Gen Satō
Né pendant « la grande catastrophe », quinze ans auparavant, Maru se souvient vaguement d'avoir grandi dans un lieu avec d'autres enfants de son âge. Après la fermeture de ce lieu, alors qu'il est âgé de sept ans, il rejoint un clan qui survit dans une ville, jusqu'à ce qu'il rencontre Mikura, jeune femme qui le prend sous sa protection, le traite durement et lui révèle un pouvoir singulier, celui de tuer les dévoreurs : Maru dit qu'elle ne le regardait pas comme un être humain.

Lorsque le manga commence, Maru doit trouver un lieu appelé « Paradis » où se trouverait une personne avec le même visage que lui. Il est accompagné de Kiruko, une jeune fille qui a été choisie par Mikura avant de mourir pour lui servir de garde du corps. Malgré tout, il semble lui-même avoir une connaissance des arts martiaux, se montre suffisamment habile pour se défendre contre les voyous et possède également la capacité d'atteindre l'intérieur des monstres et d'attraper leur noyau pour les détruire. C'est pourquoi il n'hésite pas, lui aussi, à protéger Kiruko dont il est amoureux.
Kiruko (キルコ)
Voix japonaise : Sayaka Senbongi
Jeune fille tenant un commerce de « femme à tout faire », elle serait âgée de 18 ou 20 ans selon ses dires. À la demande d'une certaine Mikura, elle escorte Maru pour l'amener au « Paradis », armée d'un pistolet légué par Mikura et qui a la capacité spéciale de tuer les dévoreurs. Elle est vive d'esprit, perspicace et possède un excellent jugement, y compris dans des situations inconnues, tout en se révélant par moments légèrement maladroite. Bien qu'ils ne soient pas frères et sœurs, Maru l'appelle « frangine ». En même temps qu'elle cherche à accomplir sa mission, Kiruko est à la recherche de deux hommes, Robin Inazaki, le protecteur de l'orphelinat dont elle faisait partie plus jeune, et d'un mystérieux médecin surnommé « Doc ».

On apprend assez rapidement que la véritable identité de Kiruko est plus complexe qu'en apparence : si son corps est bien celui d'une fille, Kiriko Takehaya, championne de karting à Asakusa, son esprit est celui d'un garçon téméraire nommé Haruki. Tous deux partageaient la même chambre dans un orphelinat de Tokyo. Un jour, tandis que Kiriko est au départ d'une course de karting, Haruki aperçoit un dévoreur sur le parcours et tente de le tuer pour protéger celle qu'il aime secrètement. Se faisant à moitié dévorer, sa tête et son buste sont sauvés de justesse par Kiriko arrivée entre-temps. Quelques jours plus tard, Haruki se réveille dans le corps de Kiriko, sans qu'il en comprenne la raison. Le « Doc », qui a procédé à l'opération et dont Kiriko semblait proche, a disparu, de même que Robin qui enquêtait justement sur le « Doc ». Les prénoms Haruki et Kiriko fusionnent en Kiruko. Il ou elle décide de partir à la recherche des disparus pour tenter de percer l'énigme autour de sa nouvelle existence.
Robin Inazaki (稲崎 露敏, Inazaki Robin)
Voix japonaise : Kazuya Nakai
Robin Inazaki est un ancien camarade de Kiruko, c'est-à-dire de Haruki et de Kiriko quand l'esprit du premier n'avait pas encore fusionné avec le corps de la seconde. Tous trois viennent de l'orphenlinat Funayama. Haruki a de l'admiration pour Robin et est à sa recherche.

Le « Doc »
Voix japonaise : Tadashi Mutō (ja)
On sait peu de choses sur lui sinon qu'il est médecin et qu'il effectue des recherches sur les dévoreurs. Il apparaît au côté de Kiriko après une course de celle-ci. Haruki apprend par ailleurs que Robin Inazaki enquête sur le Doc, en lien avec de mystérieuses disparitions. C'est lui qui a opéré Kiruko, fusionnant le corps de Kiriko et l'esprit de Haruki, qui le recherche. On apprend plus tard que son vrai nom est Sakota.
Mikura Manaka (美倉まなか)
Voix japonaise : Riho Sugiyama (ja)
Elle prend sous sa protection Maru quand celui-ci est âgé de dix ans, sans se montrer très tendre avec lui. Elle lui apprend à tuer les dévoreurs et veut le guider dans un endroit appelé « Paradis ». Atteinte du même mal incurable que Tarao, un enfant recouvert de taches sombres au sein de l'Institut Takahara, elle confie Maru à Kiruko au moment de mourir, demandant à cette dernière de le conduire à destination.
Tôru Funayama (船山通, Funayama Tsū)
Voix japonaise : 
Un homme grand et imposant, mais en réalité très gentil, c'est lui qui a créer l'orphelinat Funayama. Après l'incident qui implique Kiriko et Haruki, il décide de déménager vers Toyonaka avec les autres enfants de l'orphelinat.
Ran Kawashima (川島蘭)
Voix japonaise : Kanon Amane (ja)
Ran est une enfant étrange et joyeuse qui vivait avec Haruki à l'orphelinat Funayama.
Ken Tachibana (立花剣)
Voix japonaise : Kōhei Amasaki
Ken est l'un des amis d'enfance de Haruki, qui vivait à l'orphelinat de Funayama.
Totori (トトリ)
Voix japonaise : Misato Matsuoka (ja)
Elle dirige un hôtel dans le village des tentes. Elle ambitionne de devenir la « reine de l’hôtellerie ». Elle séduit Maru et il découvre qu'elle possède le noyau d'un Hiruko.
Mizuhashi (水橋)
Voix japonaise : Seiko Tamura (ja)
Elle est la porte parole des Liviuman, un groupe opposé aux Immortalistes, qui serait une organisation de fou qui mènerait des expériences inhumaines.
Kuwata (桑田)
Voix japonaise : Yutaka Aoyama (ja)
Kuwata est un membre haut gradé des Liviuman, qu'il trahira par la suite pour acquérir les installations du bâtiments des Immortalistes.
Yoneda (米田)
Voix japonaise : Kōichi Sōma (ja)
Yoneda est un membre haut gradé des Liviuman. Il aidera Mizuhashi à s'enfuir après l'attaque contre les Immortalistes.
Jûichi (十一)
Voix japonaise : Shunsuke Sakuya (ja)
Un escroc au passé sombre qui rencontre Maru et Kiruko au cours de leurs voyages.
Sakae (坂江)
Voix japonaise : Chiharu Sawashiro (ja)
Sakae est un membre du Ministère de la Reconstruction chargé de retrouver Maru et Kiruko, suspecté d'avoir aidé Robin dans sa fuite.
Heima (平馬)
Voix japonaise : 
Heima est un membre du Ministère de la Reconstruction chargé de retrouver Maru et Kiruko, suspecté d'avoir aidé Robin dans sa fuite.

### Dans l'établissement Takahara
Tokio (トキオ)
Voix japonaise : Hibiku Yamamura (ja)
Élève de 2e génération de l'établissement, Tokio est une fille ressemblant étrangement à Maru. Lors d'un test de connaissance, elle lit la phrase : « Veux-tu sortir en dehors du dehors ? ». Un peu plus tard, le souffreteux Tarao la met en garde contre l'institut, lui conseillant de fuir au plus vite. Elle aime et collectionne les dessins faits par son camarade Kona. Elle est d'ailleurs amoureuse de ce dernier et a des rapports sexuels avec lui sans avoir aucune connaissance sur ce sujet jusqu'à tomber enceinte sans en avoir conscience.
Kona (コナ)
Voix japonaise : Toshiyuki Toyonaga
Il est l'élève le plus âgé de l'établissement. Il reste souvent dans son coin à dessiner des monstres, dessins qu'adorent Tokio et Kuku et qui se révèlent avoir de fortes similitudes avec les dévoreurs qui sévissent dans le monde du dehors.
Mimihime (ミミヒメ)
Voix japonaise : Misato Fukuen
Élève de 2e génération de l'établissement et amie avec Tokio, elle a des intuitions proches de prémonitions. Ses prédictions se révèlent le plus souvent justes même si elle ne peut pas déterminer avec précision le moment de leur réalisation. Après avoir prédit un examen surprise, elle annonce que deux personnes arriveront bientôt à l'institut Takahara, dont une est un garçon ressemblant comme deux gouttes d'eau à Tokio : il s'agit selon toute vraisemblance de Maru dont on suit les aventures en parallèle. Sa clairvoyance sur les choses à venir n'empêche pas Mimihime d'être totalement déconnectée des réalités, ainsi que le montrent ses yeux constamment cernés : elle ne comprend ainsi rien de la confession que lui fait Shiro, qui dit vouloir l'enfermer dans sa chambre, la déshabiller, la caresser et la lécher, ce qu'elle prend pour une espèce de cannibalisme.
Shiro (シロ)
Voix japonaise : Shunsuke Takeuchi (ja)
Élève de 2e génération de l'établissement, il a un don pour la mécanique de précision et reste souvent dans sa chambre pour réaliser différents projets. Il est amoureux de Mimihime à qui il confesse ses sentiments sans qu'elle en comprenne le sens.
Kuku (クク)
Voix japonaise : Tomoyo Kurosawa (ja)
D'une génération plus jeune que ses camarades de l'établissement, elle aime beaucoup recevoir, comme Tokio, des dessins de Kona. Dotée de capacités proches de celles des grenouilles, elle peut grimper sur des murs lisses, se montre douée en natation... Elle est celle qui révèle à Tokio l'existence de bébés au sein de l'institut Takahara, le guidant jusqu'à un endroit interdit qui abrite des « bébés » dévoreurs, pièce dont le vrai nom est « la salle de l'autel ».
Anzu (アンズ)
Voix japonaise : Misato Matsuoka (ja)
Élève de 2e génération de l'établissement, elle est très douée pour la danse.
Taka (タカ)
Voix japonaise : Yūki Shin (ja)
Élève de 2e génération de l'établissement, il possède un corps robuste et est doté de capacités physiques exceptionnelles, pouvant par exemple chuter d'un endroit extrêmement élevé et se relever indemne.
Tarao (タラオ)
Voix japonaise : Kei Shindō (ja)
Garçon aux cheveux bruns et originellement très fort, pouvant soulever d'énormes rochers pour les jeter au loin, il souffre d'une terrible maladie, a priori non contagieuse : il a des taches sombres, comme des hématomes, sur tout le corps. C'est la même maladie qu'avait Mikura. Alors que son état empire, il convoque Tokio, pour qui il a une affection singulière, dans sa chambre afin de l'avertir que l'institut Takahara est un endroit dangereux, qu'il faut fuir au plus vite. Il meurt peu après et subit divers prélèvements. La directrice révèle que c'est le second enfant à mourir, après le suicide d'Asura. Au moment de l'incinération, il révèle un noyau indestructible par les flammes.
Asura (アスラ)
Voix japonaise : Mamiko Noto
Morte avant le début de l'intrigue, Asura est une jeune fille dont Kona était proche et qui souffrait du même mal que Tarao. Elle s'est suicidée.
Michika (ミチカ)
Voix japonaise : Mai Nishikawa
Élève de 3e génération de l'établissement. Elle est toujours prête s'amuser et ne pense à rien d'autre, elle est d'ailleurs souvent avec Kuku.
Ôma (オーマ)
Voix japonaise : Hina Kino
Élève de 5e génération de l'établissement. Elle était mise à l'écart par ses camarades à cause de ses pouvoirs mais Mimihime sera la seule à commencer à lui parler et à sympathiser, les deux deviendront très proches par la suite.
Shino Kaminaka (上仲詩乃, Uenaka Shino)
Voix japonaise : Masako Isobe (ja)
Directrice de l'établissement, il s'agit d'une femme agée se déplaçant en fauteuil roulant. Son mari, Eikichi Kaminaka est également un haut responsable de l'établissement.
Teruhiko Sawatari (猿渡照彦, Saruwatari Teruhiko) / Teruhiko Sakota (迫田照彦, Sakota Teruhiko)
Voix japonaise : Tadashi Mutō (ja)
Infirmier de l'établissement, il est proche de la directrice. Il pense initialement que la maladie dont souffre Tarao pourrait être dû au fait que le corps réagisse au fait d'être immunisé contre tout. Dans ce cas, tous les enfants pourraient potentiellement en être atteints. Il est chargé par la directrice de procéder à des recherches sur cette maladie.

Yūko Aoshima (青島裕子, Aoshima Yūko) / Mitsuki Imanaga (今永美月, Imanaga Midzuki)
Voix japonaise : Atsumi Tanezaki
Infirmière de l'établissement, elle en devient la responsable adjointe après avoir averti la directrice du trouble de Tokio.
Eikichi Kaminaka (上中栄吉, Kaminaka Eikichi)
Voix japonaise : Kōsuke Echigoya
C'est un haut responsable de l'établissement et est présent à toutes les réunions. C'est également le mari de la directrice Shino Kaminaka.
Nobuo Shimazaki (島崎信夫, Shimazaki Nobuo)
Voix japonaise : Takeru Yagi
C'est un haut responsable de l'établissement et également un technicien. Il est tout le temps vu avec Kondō, un autre de ses collègues technicien.
Kondō (近藤, Kondō)
Voix japonaise : Takeshi Hirabayashi
C'est un technicien de l'établissement. Il est tout le temps vu avec Nobuo Shimazaki, un haut responsable et également technicien de l'établissement.
i373 / Mina (ミーナ)
Voix japonaise : Aya Hisakawa
Mina n'est pas un humain mais une intelligence artificiel qui gère l'ensemble de l'institut Takahara : toutes les pièces sont comme des membres de son corps robotisé.

## Manga
A Journey Beyond Heaven est une série de mangas japonais écrite et dessinée par Masakazu Ishiguro. La série est publiée à partir du 25 janvier 2018 dans le magazine Monthly Afternoon de l'éditeur Kōdansha,. L'éditeur Kōdansha publie la série sous format volumes tankōbon à partir du 23 juillet 2018. Le 23 juillet 2025, 12 volumes ont été publiés au Japon.
En juin 2020, l'éditeur Pika annonce la publication de la version française de la série, avec le premier tome sorti le 4 novembre 2020.

## Anime

Logo de l’anime sur Disney+.

L'adaptation en anime est annoncée le 18 octobre 2022. Elle est réalisée au sein du studio Production I.G,, et est dirigée par Hirotaka Mori, avec des scripts écrits par Makoto Fukami (ja), des conceptions de personnages gérées par Utsushita du laboratoire Minakata et une musique composée par Kensuke Ushio (ja). La série est diffusée du 1er avril au 24 juin 2023 au Japon sur Tokyo MX et d'autres chaînes. Disney Platform Distribution a obtenu la licence et la série est diffusée à l'international en simulcast sur Disney+.
La chanson thème d'ouverture, Innocent Arrogance, est interprétée par BiSH, tandis que la chanson thème de fin, Daremo Karemo Dokomo Nanimo Shiranai (誰も彼も何処も何も知らない, litt. « Je ne connais personne n'importe où n'importe quoi »), est interprété par ASOBI.

## Réception
En décembre 2018, la série s'est écoulée en plus de 130 000 exemplaires.
L'édition 2019 de Kono Manga ga Sugoi!, qui interroge les professionnels de l'industrie du manga et de l'édition, a nommé A Journey beyond Heaven la meilleure série de mangas de l'année pour les lecteurs masculins. A Journey beyond Heaven était l'une des œuvres recommandées par le jury aux 24e et 25e Japan Media Arts Festival respectivement en 2021 et 2022,.
En décembre 2019, le magazine Brutus (ja) a noté A Journey beyond Heaven sur sa liste des « Mangas les plus dangereux », qui comprend des œuvres avec les thèmes les plus "stimulants" et incitant à la réflexion.